# Thần tượng âm nhạc Việt Nam (mùa 6)
Mùa thứ 6 của Thần tượng âm nhạc: Vietnam Idol được phát sóng vào lúc 20:00 tối chủ nhật hàng tuần trên kênh VTV3 từ ngày 5/4/2015 đến hết ngày 2/8/2015 (riêng đêm chung kết được truyền hình trực tiếp vào lúc 21:10). Mùa này có nhiều sự thay đổi lớn về thành phần ban giám khảo: Nữ ca sĩ Thu Minh kế nhiệm vị trí của nữ ca sĩ Mỹ Tâm (vì lúc đó cô chuyển sang HLV Giọng hát Việt mùa 3), giám khảo thứ 2 sẽ là ca sĩ - nhạc sĩ Thanh Bùi sẽ đảm nhận vị trí giám khảo kế nhiệm nhạc sĩ Anh Quân, giám khảo còn lại như mùa trước chính là đạo diễn Nguyễn Quang Dũng, Với bộ ba ban giám khảo mới này sẽ làm cho chương trình năm nay trở nên hấp dẫn và lôi cuốn khán giả. Giám đốc âm nhạc của chương trình vẫn là nhạc sĩ Huy Tuấn.
Người dẫn dắt chương trình năm nay sẽ là một gương mặt trẻ, mới và sẽ giúp chương trình trở nên hấp dẫn, lôi cuốn khán giả và sẽ tạm thay thế vị trí của MC Phan Anh (vì lúc đó anh đang dẫn dắt chương trình Giọng hát Việt mùa 3). Người thay thế vị trí của anh là MC Duy Hải.
Với 1 sự thay đổi lớn nữa đó chính là vào các vòng Gala Chung kết, số lượng ghế nóng vẫn không dừng ở đó, ngoài 3 vị giám khảo chính của chương trình, BTC chương trình sẽ mời thêm các chuyên gia âm nhạc, ca sĩ, nhạc sĩ,....sẽ cố vấn cho thí sinh và làm giám khảo khách mời để đưa ra đánh giá và nhận xét cùng với bộ ba quyền lực trong mỗi tập tùy theo phong cách và chủ đề âm nhạc mà BTC đưa ra cho thí sinh. Sự thay đổi này chắc chắn sẽ tạo cho chương trình sức hút mới khi mang đến cơ hội không chỉ cho các thí sinh, mà khán giả cũng có thể tiếp cận gần hơn với rất nhiều thần tượng mà mình yêu mến qua mỗi tập được phát sóng.
Năm nay Vietnam Idol 2015 trong vòng Audition ở Hà Nội diễn ra ngày 17/03/2015, BTC sẽ mời ca sĩ đã từng làm cố vấn và giúp cho thí sinh Nhật Thủy trở thành quán quân Vietnam Idol mùa 5 đó là nam ca sĩ Bằng Kiều trong vai trò giám khảo khách mời, tại đây anh sẽ cùng bộ ba quyền lực trao cho các thí sinh những tấm vé vàng thật chính xác và tìm ra những tài năng ca hát xứng đáng.
Ngày 02/08/2015, đêm chung kết và công bố kết quả Thần tượng âm nhạc Việt Nam mùa thứ 6 đã diễn ra tại phim trường Hãng phim Việt (BHD). Tại đêm công bố kết quả này, với tỉ lệ bình chọn là 71,5%, nhà vô địch của Thần tượng âm nhạc Việt Nam (Vietnam Idol) mùa thứ 6 là Nguyễn Trọng HIếu (23 tuổi) của Việt kiều Đức sau khi vượt qua Nguyễn Bích Ngọc nhận giải thưởng chung cuộc trị giá 600 triệu đồng và các phần quà của nhà tài trợ. Thí sinh Nguyễn Bích Ngọc với tỉ lệ bình chọn 28,5% là á quân của Thần tượng âm nhạc Việt Nam mùa thứ 6.

## Giải thưởng của nhà vô địch Vietnam Idol (mùa 6)
Nhà vô địch của chương trình Vietnam Idol (mùa 6) sẽ nhận được giải thưởng hấp dẫn trị giá lên đến 600 triệu đồng cùng các phần quà đặc biệt của các nhà tài trợ

## Các vòng thi của Thần tượng âm nhạc Việt Nam (mùa 6)

### Vòng sơ tuyển
- Chương trình Vietnam Idol bắt đầu sơ tuyển từ ngày 19 tháng 1 năm 2015 đến ngày 22 tháng 3 năm 2015 với các tỉnh, thành phố trên cả nước: Buôn Mê Thuột, Nha Trang, Hải Phòng, Cần Thơ, Vĩnh Long, Vinh, Đà Nẵng với các giám khảo khách mời đặc biệt: Uyên Linh, Quốc Thiên, Ngọc Khuê, Thái Thùy Linh, Minh Quân...
- Vòng sơ tuyển được diễn ra tại Hà Nội vào ngày 14 và 15 tháng 3 năm 2015 và TP.Hồ Chí Minh vào ngày 30 và 31 tháng 3 năm 2015 với sự xuất hiện của bộ 3 giám khảo chính là Thanh Bùi, Thu Minh và Nguyễn Quang Dũng và 2 giám khảo khách mời là nhạc sĩ Quốc Trung (TPHCM) và ca sĩ Bằng Kiều (Hà Nội).

#### Thể lệ tham dự
Mọi công dân từ 16 đến 30 tuổi, yêu thích âm nhạc và có khả năng ca hát đều có quyền tham dự chương trình "Thần tượng âm nhạc - Vietnam Idol 2015". Những thí sinh dưới 18 tuổi muốn dự thi thì cha mẹ hoặc người giám hộ hợp pháp phải cùng xem xét và ký tên vào Bản đăng ký và Bản cam kết.

### Vòng Audition
Chú giải về màu sắc:

#### 1.TP HCM (Những thí sinh miền Nam)
- Thành phần giám khảo vòng audition miền Nam: Thanh Bùi, Thu Minh, Nguyễn Quang Dũng (GK chính), Quốc Trung (GK khách mời).
- Các thí sinh ở vòng thi audition miền Nam (dưới đây là danh sách các thí sinh được lên sóng và các thí sinh có phần thi được đăng trên kênh Youtube của chương trình, các thí sinh không lên sóng và không có trên Youtube không có trong danh sách này):
| Thứ tự | Tên thí sinh            | Bài hát dự thi          | Kết quả |
| ------ | ----------------------- | ----------------------- | ------- |
| 1      | Trần Hà Nhi             | Nếu như                 | Vé vàng |
| 2      | Nguyễn Minh Cường       | Thêm một lần yêu thương | Bị loại |
| 3      | Nguyễn Lâm Đắc Trung    | Uống trà                | Bị loại |
| 4      | Trần Triệu Xương        | Những ngày đẹp trời     | Bị loại |
| 5      | Nguyễn Bích Ngọc        | Đông                    | Vé vàng |
| 6      | Nguyễn Vương Thiện      | Đừng về trễ             | Bị loại |
| 7      | Võ Trần Anh Thư         | Say tình                | Bị loại |
| 8      | Hoàng Gia Huy           | Những lời buồn          | Bị loại |
| 9      | Nguyễn Bảo Ân           | Bên em là biển rộng     | Bị loại |
| 10     | Nguyễn Thị Như Cơ       | Gió bấc                 | Bị loại |
| 11     | Lại Minh Quyền          | Gánh hàng rau           | Bị loại |
| 12     | Trần Thị Thu Hạnh       | Sẽ thôi chờ mong        | Bị loại |
| 13     | Lê Sỹ Tuệ               | Secret                  | Vé vàng |
| 14     | Bùi Vĩnh Phúc           | Gọi mưa                 | Vé vàng |
| 15     | Nguyễn Ngọc Thảo Nhi    | Với em là mãi mãi       | Vé vàng |
| 16     | Tiêu Chấn Huy           | I will always love you  | Vé vàng |
| 17     | Phạm Nguyễn Duy         | Rollin' in the deep     | Vé vàng |
| 18     | Nguyễn Thiện Thuật      | Rollin' in the deep     | Vé vàng |
| 19     | Trần Thúy Vân Quỳnh     | If I Ain't Got You      | Vé vàng |
| 20     | Nguyễn Hoàng Minh Đăng  | Everytime we touch      | Bị loại |
| 21     | Hồ Twins                | Guitar                  | Bị loại |
| 22     | Nguyễn Ngọc Khánh Tiên  | Đường cong              | Vé vàng |
| 23     | Bùi Hải Sơn             | One and only            | Vé vàng |
| 24     | Nguyễn Thanh Huy        | She taught me to yodel  | Bị loại |
| 25     | Phạm Văn Cường          | Một lần dang dở         | Bị loại |
| 26     | Danh Tuấn               | Ain't no sunshine       | Bị loại |
| 27     | Nguyễn Hoàng Bảo Nguyên | Đêm ả đào               | Bị loại |
| 28     | Đặng Bình An            | Gạt đi nước mắt         | Bị loại |
| 29     | Hoàng Thiên Minh Trị    | Sáng nay                | Vé vàng |
| 30     | Trần Hoàng Yến          | Hãy thứ tha cho em      | Vé vàng |
| 31     | Nguyễn Duy Anh          | Đá trông chồng          | Bị loại |
| 32     | Hoàng Xuân Tùng         | Ôi quê tôi              | Bị loại |
| 33     | Phan Văn Tụy            | Anh Sáu Xị              | Bị loại |
| 34     | Nguyễn Phú Cường        | Bay                     | Bị loại |
| 35     | Phạm Bảo Ngọc           | Superbass               | Vé vàng |
| 36     | Trần Thị Ly Ly          | Tình không là mơ        | Bị loại |
| 37     | Huỳnh Phan Trọng Quỳnh  | Ảo giác                 | Bị loại |
| 38     | Nguyễn Trung Nguyên     | Say tình                | Bị loại |
| 39     | Trần Hoàng Cao Thắng    | Đời bỗng vui            | Bị loại |
| 40     | Trần Nguyên Bảo         | It's old so quiet       | Bị loại |
| 41     | Nguyễn Trọng Hiếu       | Relight my fire         | Vé vàng |
| 42     | Trần Nhật Vũ            | Hoang mang              | Vé vàng |
| 43     | Nguyễn Minh Chi         | Rét đầu mùa             | Vé vàng |
| 44     | Hồ Đức Lợi              | Quay bước đi            | Bị loại |
| 45     | Lương Minh Phương       | Rollin' in the deep     | Vé vàng |
| 46     | Nguyễn Hồng Nhung       | Vầng trăng đêm trôi     | Vé vàng |
| 47     | Nguyễn Tường Anh Khoa   | Let her go              | Vé vàng |

#### 2.Hà Nội (Những thí sinh miền Bắc)
- Thành phần giám khảo vòng audition miền Bắc: Thanh Bùi, Thu Minh, Nguyễn Quang Dũng (GK chính), Bằng Kiều (GK khách mời).
- Các thí sinh ở vòng thi audition miền Bắc (dưới đây là danh sách các thí sinh được lên sóng và các thí sinh có phần thi được đăng trên kênh Youtube của chương trình, các thí sinh không lên sóng và không có trên Youtube không có trong danh sách này):
| Thứ tự | Tên thí sinh         | Bài hát dự thi         | Kết quả |
| ------ | -------------------- | ---------------------- | ------- |
| 1      | Bùi Minh Quân        | Tóc ngắn               | Vé vàng |
| 2      | Võ Đình Sơn          | Say tình               | Bị loại |
| 3      | Lê Đình Vương        | Tâm hồn của đá         | Bị loại |
| 4      | Vũ Văn Hùng          | Chiếc khăn Piêu        | Bị loại |
| 5      | Nguyễn Hà Nam        | Cánh buồm phiêu du     | Bị loại |
| 6      | Nguyễn Thị Giang     | Anh                    | Bị loại |
| 7      | Trần Thế Đượm        | Dạo phố                | Bị loại |
| 8      | Ngô Thế Phương       | Ai cũng có ngày xưa    | Vé vàng |
| 9      | Nguyễn Thị Ngọc Hà   | Son                    | Vé vàng |
| 10     | Nguyễn Ngọc Việt     | Giăng tơ               | Vé vàng |
| 11     | Vũ Hải Đăng          | Nắng ấm xa dần         | Bị loại |
| 12     | Hoàng Huy Hiền       | Tìm lại hạnh phúc      | Bị loại |
| 13     | Lê Quang Minh        | Chỉ có thể là tình yêu | Bị loại |
| 14     | Trần Vương Duy       | Mười hai giờ           | Bị loại |
| 15     | Đặng Hồng Ngọc       | Mercy                  | Vé vàng |
| 16     | Nguyễn Minh Tiến     | My everything          | Bị loại |
| 17     | Nguyễn Thị Thùy Liên | Hát cho hành tinh xanh | Bị loại |
| 18     | Hoàng Thu Thủy       | Trôi trong gương       | Bị loại |
| 19     | Trần Hà Thu          | Anh                    | Bị loại |
| 20     | Phạm Mỹ Linh         | Jar of heart           | Vé vàng |
| 21     | Phạm Minh Ngọc       | Giận Anh               | Bị loại |
| 22     | Đỗ Mỹ Linh           | Những lời buồn         | Vé vàng |
| 23     | Nguyễn Hiền Mai      | Uống trà               | Vé vàng |
| 24     | Đồng Thủy Tiên       | Bang Bang              | Vé vàng |
| 25     | Trần Thị Hòa         | Gánh hàng rau          | Vé vàng |
| 26     | Phương Linh          | Someone like you       | Vé vàng |
| 27     | Phạm Thủy Nguyên     | Người em đã yêu        | Vé vàng |
| 28     | Phạm Hà My           | Đời bỗng vui           | Vé vàng |
| 29     | Vũ Hồng Nhật Trang   | Trốn tình              | Vé vàng |
| 30     | Tô Thành Đạt         | Nỗi nhớ đầy vơi        | Vé vàng |
| 31     | Hà Thị Thương        | Sao anh vẫn chờ        | Vé vàng |
| 32     | Đinh Quang Đạt       | Tắt đèn                | Vé vàng |
| 33     | Võ Huyền Trang       | Tìm lại giấc mơ        | Vé vàng |
| 34     | Trịnh Trường An      | Stand by me            | Vé vàng |
| 35     | Lê Thị Huyền         | Nhớ mưa                | Vé vàng |

### Vòng Theatre
- Vòng Nhà hát với thành phần giám khảo: Thanh Bùi, Thu Minh, Nguyễn Quang Dũng (GK chính), Huy Tuấn (GK khách mời-Giám đốc âm nhạc).
- Những thí sinh lọt vào vòng nhà hát: Nguyễn Bích Ngọc, Hà Thị Thương, Bùi Vĩnh Phúc, Nguyễn Tường Anh Khoa, Bùi Minh Quân, Nguyễn Ngọc Việt, Trần Hà Nhi, Nguyễn Trọng Hiếu, Ngô Thế Phương, Trần Thị Thảo Nhi, Nguyễn Thị Minh Chi, Nguyễn Ngọc Khánh Tiên, Trần Nhật Vũ, Trần Thị Hòa, Phạm Thủy Nguyên, Lương Minh Phương, Trần Thúy Vân Quỳnh, Trần Hoàng Yến, Đỗ Mỹ Linh, Đồng Thủy Tiên, Tô Thành Đạt, Phạm Mỹ Linh (Hoa Di Linh), Phạm Nguyễn Duy, Phạm Bảo Ngọc, Nguyễn Anh Phong, Nguyễn Thị Thoan, Lý Minh Trí, Đinh Quang Đạt, Phạm Hà My, Vũ Hồng Nhật Trang, Võ Huyền Trang, Phương Linh, Nguyễn Hiền Mai, Nguyễn Lâm Hoàng Phúc, Nguyễn Ngọc Hà, Hồng Nhung, Hoàng Thiên Minh Trị, Bùi Hải Sơn, Tiêu Chấn Huy, Lê Sỹ Tuệ, Đặng Hồng Ngọc, Nguyễn Thiện Thuật, Trịnh Trường An, Vũ Bùi Thu Thủy.
- Vòng Nhà hát mùa thứ 6 mang tính quyết định và thử thách kỹ năng thí sinh, bao gồm 2 vòng thi: 43 thí sinh sẽ cùng trải qua phần thi thứ nhất (hát mộc với mic và piano) để chọn ra 20 thí sinh vào phần thi thứ hai (hát với ban nhạc sống).

#### 1.Phần thi hát mộc với mic và piano
Chú giải về màu sắc:
| Thứ tự | Tên thí sinh           | Bài hát dự thi        | Tác giả                                                   | Top 20 |
| ------ | ---------------------- | --------------------- | --------------------------------------------------------- | ------ |
| 1      | Ngô Thế Phương         | Góc tối               | Nguyễn Hải Phong                                          | Vào    |
| 2      | Nguyễn Thị Ngọc Hà     | Những giấc mơ dài     | Huy Tuấn                                                  | Loại   |
| 3      | Lương Minh Phương      | Giận anh              | Đức Trí                                                   | Loại   |
| 4      | Nguyễn Ngọc Khánh Tiên | Giận anh              | Đức Trí                                                   | Vào    |
| 5      | Nguyễn Trọng Hiếu      | Set fire to the rain  | Adele & Fraser T Smith                                    | Vào    |
| 6      | Đồng Thủy Tiên         | Big Spender           | Cy Coleman & Dorothy Fields                               | Vào    |
| 7      | Nguyễn Thiện Thuật     | Price tag             | Jessie J, Dr. Luke, Claude Kelly & B.o.B                  | Loại   |
| 8      | Đỗ Mỹ Linh             | Em vẫn muốn yêu anh   | Phương Uyên                                               | Vào    |
| 9      | Nguyễn Bích Ngọc       | Listen                | Henry Krieger, Scott Cutler, Anne Preven, Beyoncé Knowles | Vào    |
| 10     | Bùi Vĩnh Phúc          | Nơi tình yêu bắt đầu  | Tiến Minh                                                 | Loại   |
| 11     | Nguyễn Ngọc Việt       | Đông                  | Vũ Cát Tường                                              | Vào    |
| 12     | Bùi Minh Quân          | Chuyện của mùa đông   | Phạm Toàn Thắng                                           | Vào    |
| 13     | Trần Thúy Vân Quỳnh    | Just give me a reason | Pink & Nate Russe                                         | Vào    |
| 14     | Phạm Nguyễn Duy        | Đoản khúc cuối cho em | Hoàng Trọng Thùy                                          | Vào    |
| 15     | Trần Hoàng Yến         | Giấc mơ của tôi       | Anh Quân                                                  | Vào    |

Các phần thi còn lại của Top 43 không được lên sóng vì thời lượng có hạn.

#### 2.Phần thi hát với ban nhạc
Chú giải về màu sắc:
| Thứ tự | Tên thí sinh           | Bài hát dự thi          | Tác giả                                                                                 | Top 10 |
| ------ | ---------------------- | ----------------------- | --------------------------------------------------------------------------------------- | ------ |
| 1      | Phạm Thủy Nguyên       | Em kể anh nghe          | Nguyễn Hải Phong                                                                        | Loại   |
| 2      | Phạm Bảo Ngọc          | Telephone               | Stefani Germanotta, Rodney Jerkins, LaShawn Daniels, Lazonate Franklin, Beyoncé Knowles | Loại   |
| 3      | Nguyễn Anh Phong       | Anh sẽ nhớ mãi          | Đức Trí                                                                                 | Loại   |
| 4      | Trần Thị Hòa           | Để em rời xa            | Hoàng Tôn, Phúc Bồ, PB Boiz                                                             | Loại   |
| 5      | Trần Hà Nhi            | Mercy                   | Duffy                                                                                   | Vào    |
| 6      | Ngô Thế Phương         | Nơi ấy                  | Hà Okio                                                                                 | Vào    |
| 7      | Nguyễn Ngọc Khánh Tiên | Ngày mai                | Lưu Thiên Hương                                                                         | Vào    |
| 8      | Trần Hoàng Yến         | Stand for love          | Phương Uyên                                                                             | Vào    |
| 9      | Phạm Nguyễn Duy        | Home                    | Michael Buble                                                                           | Vào    |
| 10     | Phạm Mỹ Linh           | Chuyện như chưa bắt đầu | Hoàng Nhã                                                                               | Loại   |
| 11     | Trần Thúy Vân Quỳnh    | Anh và anh              | Vũ Cát Tường                                                                            | Vào    |
| 12     | Nguyễn Thị Thoan       | My Everything           | Tiên Tiên                                                                               | Loại   |
| 13     | Nguyễn Trọng Hiếu      | Treasure                | Bruno Mars, Phillip Lawrence, Ari Levine, Phredley Brown                                | Vào    |
| 14     | Đồng Thủy Tiên         | Ooh La La               | Grace Potter; Lời Việt: Đinh Hương                                                      | Loại   |
| 15     | Lý Minh Trí            | Trở về ngày cũ          | Lý Minh Trí                                                                             | Loại   |
| 16     | Nguyễn Bích Ngọc       | Vết mưa                 | Vũ Cát Tường                                                                            | Vào    |
| 17     | Nguyễn Ngọc Việt       | Lột xác                 | Nguyễn Hải Phong                                                                        | Vào    |
| 18     | Đỗ Mỹ Linh             | Có khi nào rời xa       | Tiên Cookies                                                                            | Loại   |
| 19     | Trần Thảo Nhi          | Lovin' you              | Richard Rudolph & Minnie Riperton                                                       | Loại   |
| 20     | Bùi Minh Quân          | Chạm                    | Giáng Son                                                                               | Vào    |

--> Sau vòng nhà hát với 2 phần thi, BGK đã chọn ra Top 10 để vào vòng Studio: Minh Quân, Nguyễn Trọng Hiếu, Thế Phương, Nguyễn Duy, Ngọc Việt, Vân Quỳnh, Hà Nhi, Bích Ngọc, Khánh Tiên, Hoàng Yến.

### Vòng Studio
- Vòng Studio năm nay sẽ chia làm hai bảng nam (Top 5 Nam) và nữ (Top 5 Nữ). Ban giám khảo sẽ lựa chọn Top 3 Nam và Top 3 Nữ sau mỗi tuần phát sóng. 1 thí sinh Nam và 1 thí sinh Nữ sẽ được chọn bởi Ban Giám khảo đặc biệt gồm 41 thành viên gồm quán quân Vietnam Idol các mùa trước, thí sinh các mùa Idol trước, nhà báo, hot-blogger...
- Vòng Studio với thành phần giám khảo: Thanh Bùi, Thu Minh, Nguyễn Quang Dũng (GK chính), Huy Tuấn (GK khách mời-Giám đốc âm nhạc).

Chú giải về màu sắc:

#### 1.Đêm thi của Top 5 nam(10/05/2015)
- Chuyên gia huấn luyện Top 5 Nam: Uyên Linh (Thần tượng âm nhạc Việt Nam mùa thứ 3)

| Thứ tự | Thí sinh          | Bài hát (Sáng tác)                                 | Kết quả                   |
| ------ | ----------------- | -------------------------------------------------- | ------------------------- |
| 1      | Nguyễn Ngọc Việt  | Chới với tôi ru tôi (Hồ Hoài Anh)                  | Vào trong                 |
| 2      | Bùi Minh Quân     | Lay me down (Sam Smith, James Napier, Elvin Smith) | Vào trong                 |
| 3      | Ngô Thế Phương    | Con cò (Lưu Hà An)                                 | Bị loại                   |
| 4      | Phạm Nguyễn Duy   | Part time lover (Stevie Wonder)                    | Được cứu bởi BGK đặc biệt |
| 5      | Nguyễn Trọng Hiếu | Happy (Pharrell Williams)                          | Vào trong                 |

MV "Để em rời xa" (St: Hoàng Tôn) - Top 5 nam

#### 2.Đêm thi của Top 5 nữ(17/05/2015)
- Chuyên gia huấn luyện Top 5 Nữ: Phương Vy (Thần tượng âm nhạc Việt Nam mùa thứ nhất)

| Thứ tự | Thí sinh               | Bài hát (Sáng tác)                                    | Kết quả                   |
| ------ | ---------------------- | ----------------------------------------------------- | ------------------------- |
| 1      | Nguyễn Ngọc Khánh Tiên | Nhịp đập giấc mơ (Lưu Thiên Hương)                    | Được cứu bởi BGK đặc biệt |
| 2      | Trần Thúy Vân Quỳnh    | Chandelier (Sia, Jesse Shatkin)                       | Vào trong                 |
| 3      | Trần Hoàng Yến         | Em không cần anh (Châu Đăng Khoa)                     | Bị loại                   |
| 4      | Trần Thị Hà Nhi        | Dòng thời gian (Nhạc: Hàn Quốc, Lời Việt: Tuấn Khanh) | Vào trong                 |
| 5      | Nguyễn Bích Ngọc       | Gương thần (Nhạc: Thanh Bùi, Lời: Việt Trinh)         | Vào trong                 |

MV "Không có người" (St: Thanh Tâm) - Top 5 Nữ

#### 3.Các thí sinh vào vòng Gala(Top 8 chung cuộc)
| Thứ tự | Tên thí sinh           | Quê quán  | Tuổi | Nghề nghiệp                                                  |
| ------ | ---------------------- | --------- | ---- | ------------------------------------------------------------ |
| 1      | Bùi Minh Quân          | Hà Nội    | 23   | Giáo viên Anh văn Tiểu học trường TH Lương Yên (Hà Nội)      |
| 2      | Trần Hà Nhi            | Nghệ An   | 21   | Sinh viên Đại học Ngoại Thương TPHCM                         |
| 3      | Nguyễn Trọng Hiếu      | Đức       | 23   | Học tại Nhạc viện Hannover và là Việt kiều Đức thăm gia đình |
| 4      | Nguyễn Bích Ngọc       | Cần Thơ   | 21   | Sinh viên Đại học Kiến Trúc TPHCM                            |
| 5      | Trần Thúy Vân Quỳnh    | Mỹ        | 31   | Nghệ sĩ đàn Piano tự do (Ca sĩ của Trung tâm Thúy Nga)       |
| 6      | Nguyễn Ngọc Việt       | Vĩnh Phúc | 23   | Thợ xăm                                                      |
| 7      | Phạm Nguyễn Duy        | TP HCM    | 21   | Đồ họa vi tính tự do (Em họ ca sĩ, diễn viên Hồ Vĩnh Khoa)   |
| 8      | Nguyễn Ngọc Khánh Tiên | TP HCM    | 19   | Sinh viên Trường Đại học Sân khấu - Điện ảnh TPHCM           |

### Vòng Gala
- Vòng Gala Thần tượng âm nhạc Việt Nam (mùa 6) có tổng cộng 8 Gala, trải dài qua 11 live show. Mỗi Gala sẽ có một chủ đề, thể loại âm nhạc khác nhau. Hai Gala đầu tiên, đêm trình diễn và đêm công bố kết quả sẽ cách nhau một tuần. Bước sang Gala 3 trở đi, kết quả được đưa ra vào cuối đêm tranh tài.
- BGK có 1 quyền cứu duy nhất 1 thí sinh bị loại ở tất cả các Gala trước khi xác định Top 5.
- Nhằm đảm bảo tính công bằng cho cuộc thi, khán giả cũng chỉ có thể bình chọn tối đa 3 tin nhắn cho một thí sinh/Gala.

Chú giải về màu sắc:

#### Gala 1: Những ca khúc quốc tế
- Giám khảo chính: Thanh Bùi, Nguyễn Quang Dũng (Từ đêm thi này, GK Thu Minh rời khỏi ghế nóng nghỉ sinh).
- Giám khảo khách mời: Mark Walton, Hồng Nhung
- Chuyên gia huấn luyện Top 8: Mark Walton

##### Đêm thi(24/05/2015)
| Thứ tự | Thí sinh   | Bài hát dự thi (Sáng tác)                             | Kết quả   |
| ------ | ---------- | ----------------------------------------------------- | --------- |
| 1      | Hà Nhi     | Burn (Ryan Tedder,Ellie Goulding)                     | Nguy hiểm |
| 2      | Nguyễn Duy | Make you feel my love (Bob Dylan)                     | Nguy hiểm |
| 3      | Bích Ngọc  | All the man that I need (Dean Pitchford,Michael Gore) | An toàn   |
| 4      | Ngọc Việt  | Demons (Ben Mckee,Dan Platzman, Dan Reynolads)        | Cao nhì   |
| 5      | Minh Quân  | Secrets (Ryan Tedder)                                 | An toàn   |
| 6      | Khánh Tiên | Call me maybe (Carly Rae Jepsen)                      | Nguy hiểm |
| 7      | Trọng Hiếu | Uptown Funk (Bruno Mars)                              | Cao nhất  |
| 8      | Vân Quỳnh  | Bang Bang (Max Martin)                                | An toàn   |

##### Đêm trình diễn và công bố kết quả(31/05/2015)
- Giám khảo: Thanh Bùi, Nguyễn Quang Dũng, Huy Tuấn
- Tiết mục trình diễn của Top 8: The winner takes it all (Sáng tác: Benny Andersson, Bjorn Ulvaeus)
- Tiết mục khách mời:

| Thứ tự | Khách mời                  | Bài hát (Sáng tác)          |
| ------ | -------------------------- | --------------------------- |
| 1      | Hồng Nhung & Tass Petridis | I don't know (Noa)          |
| 2      | Đông Nhi                   | Hot (Dada. Lời: Nathan Lee) |

- Sing-off:

| Thứ tự | Thí sinh   | Bài hát (Sáng tác)           | Kết quả          |
| ------ | ---------- | ---------------------------- | ---------------- |
| 1      | Nguyễn Duy | Remember when (Alan Jackson) | An toàn (62,81%) |
| 2      | Khánh Tiên | Tìm (Hoàng Tôn, Khắc Hưng)   | Bị loại (37,19%) |

#### Gala 2: Top Hits - những ca khúc được yêu thích nhất
- Giám khảo chính: Thanh Bùi, Nguyễn Quang Dũng
- Giám khảo khách mời: Trần Thu Hà, Anh Quân
- Chuyên gia huấn luyện Top 7: Hoàng Điệp, Triệu Yên, Trần Thu Hà

##### Đêm thi(07/06/2015)
| Thứ tự | Thí sinh   | Bài hát dự thi (Sáng tác)                                 | Kết quả   |
| ------ | ---------- | --------------------------------------------------------- | --------- |
| 1      | Bích Ngọc  | Lặng thầm một tình yêu (Nhạc: Thanh Bùi, Lời: Viễn Trình) | An toàn   |
| 2      | Minh Quân  | Vì mất đi ánh mặt trời (Đặng Tuấn Phong)                  | Nguy hiểm |
| 3      | Nguyễn Duy | Mãi mãi bên nhau (Đỗ Hiếu)                                | Nguy hiểm |
| 4      | Vân Quỳnh  | Yêu mình anh (Dada)                                       | An toàn   |
| 5      | Ngọc Việt  | Nỗi nhớ đầy vơi (Hoàng Tôn)                               | Cao nhì   |
| 6      | Trọng Hiếu | Anh mơ (Anh Khang)                                        | Cao nhất  |
| 7      | Hà Nhi     | Say you do (Tiên Tiên)                                    | Nguy hiểm |

##### Đêm trình diễn và công bố kết quả(14/06/2015)
- Giám khảo: Thanh Bùi, Nguyễn Quang Dũng, Trần Thu Hà, Anh Quân
- Tiết mục trình diễn của Top 7: LK Mãi có em bên mình (Sáng tác: Nathan Lee, Dada)
- Tiết mục khách mời:

| Thứ tự | Khách mời   | Bài hát (Sáng tác)                                         |
| ------ | ----------- | ---------------------------------------------------------- |
| 1      | Trần Thu Hà | Thu cạn (Giáng Son) Giấc mơ đã qua (Huy Tuấn)              |
| 2      | Nhật Thủy   | Gần em nhé anh (Nhạc: Christian Surena. Lời Việt: Mỹ Linh) |

- Sing-off:

| Thứ tự | Thí sinh   | Bài hát (Sáng tác)                                                            | Kết quả          |
| ------ | ---------- | ----------------------------------------------------------------------------- | ---------------- |
| 1      | Nguyễn Duy | Can't help falling in love (Hugo Peretti, Lulgi Creatore, Goerge David Weiss) | An toàn (53,9%)  |
| 2      | Hà Nhi     | I'm yours (Jason Mraz)                                                        | Bị loại (46,11%) |

#### Gala 3: Những bài hát nhạc dance sôi động
- Bắt đầu từ gala 3 sẽ loại trực tiếp 1 thí sinh cuối chương trình. Khán giả chỉ có 5 phút để bình chọn trong các phần thi.
- Giám khảo chính: Thanh Bùi, Thu Minh, Nguyễn Quang Dũng
- Giám khảo khách mời: Nguyễn Hải Phong
- Chuyên gia huấn luyện Top 7: Triệu Yên, Thanh Bùi, Nguyễn Hải Phong, Tấn Lộc, Alexander Tú Nguyễn

Đêm thi và công bố kết quả (21/06/2015)
| Thứ tự | Thí sinh   | Bài hát dự thi (Sáng tác)                                          | Kết quả   |
| ------ | ---------- | ------------------------------------------------------------------ | --------- |
| 1      | Vân Quỳnh  | Beat it (Michael Jackson)                                          | Nguy hiểm |
| 2      | Ngọc Việt  | Tell my why-Beautiful girl (Mr. A)                                 | Bị loại   |
| 3      | Minh Quân  | Vút bay (Nhạc nước ngoài. Lời Việt: Dạ Quỳnh)                      | An toàn   |
| 4      | Bích Ngọc  | Thức tỉnh (Nguyễn Hải Phong)                                       | Cao nhất  |
| 5      | Nguyễn Duy | Nghe ta hồi sinh (Đỗ Hiếu & Nguyễn Đình Thanh Tâm)                 | Cao nhì   |
| 6      | Hà Nhi     | Yêu (Khắc Hưng)                                                    | An toàn   |
| 7      | Trọng Hiếu | Livin' la vida Loca (Robi Rosa, Desmond Child, Luis Gomez Escolar) | An toàn   |

#### Gala 4: Nhắn gửi yêu thương - những bài hát dành tặng người thân yêu
- Giám khảo chính: Thanh Bùi, Thu Minh, Nguyễn Quang Dũng
- Giám khảo khách mời: Đức Trí
- Chuyên gia huấn luyện Top 6: Đức Trí

Đêm thi và công bố kết quả (28/06/2015)
| Thứ tự | Thí sinh   | Bài hát dự thi (Sáng tác)                                                                                               | Kết quả   |
| ------ | ---------- | --- | --------- |
| 1      | Bích Ngọc  | Chậm lại một phút (Vương Vũ)                                                                                            | Cao nhì   |
| 2      | Minh Quân  | Lời ru cho con (Nhạc: Xuân Phương. Thơ: Kiều Anh)                                                                       | Nguy hiểm |
| 3      | Trọng Hiếu | Chỉ còn riêng anh-Mirrors (Đinh Mạnh Ninh - Justin Timberlake, Timothy Mosley, Jerome "J-Roc" Harmon, James Fauntleroy) | Cao nhất  |
| 4      | Nguyễn Duy | Mắt biếc (Ngô Thụy Miên)                                                                                                | Bị loại   |
| 5      | Hà Nhi     | All of me (John Stephens, Toby Gad)                                                                                     | An toàn   |
| 6      | Vân Quỳnh  | Papa (Dương Khắc Linh, Thanh Bùi, Hồng Nhung)                                                                           | An toàn   |

#### Gala 5: Phá cách
- Giám khảo chính: Thanh Bùi, Thu Minh, Nguyễn Quang Dũng
- Giám khảo khách mời: Tùng Dương
- Chuyên gia huấn luyện Top 5: Tùng Dương

Đêm thi và công bố kết quả (05/07/2015)
| Thứ tự | Thí sinh   | Bài hát dự thi (Sáng tác)                         | Kết quả   |
| ------ | ---------- | ------------------------------------------------- | --------- |
| 1      | Minh Quân  | Someone like you (Adele, Dan Wilson)              | An toàn   |
| 2      | Hà Nhi     | Yên bình (Nguyễn Hồng Hải)                        | Nguy hiểm |
| 3      | Trọng Hiếu | Animals (Adam Levine, Shellback, Benjamin Levine) | Cao nhất  |
| 4      | Vân Quỳnh  | Sợ (Minh Thụy)                                    | Bị loại   |
| 5      | Bích Ngọc  | Rơi (Hồ Hoài Anh)                                 | Cao nhì   |

- Tiết mục khách mời:

| Thứ tự | Khách mời  | Bài hát (Sáng tác) |
| ------ | ---------- | ------------------ |
| 1      | Tùng Dương | Con tằm (Sa Huỳnh) |

- MV của Top 5: Sống trẻ từng giây (Nhạc nước ngoài. Lời Việt: Cao Trung Hiếu)

#### Gala 6: Đêm hát đôi
- Giám khảo chính: Thanh Bùi, Thu Minh, Nguyễn Quang Dũng
- Giám khảo khách mời: Ngọc Lễ
- Chuyên gia huấn luyện Top 4: Phương Thảo, Ngọc Lễ

Đêm thi và công bố kết quả (12/07/2015)
| Thứ tự | Thí sinh   | Bài hát dự thi 1 (Sáng tác) (Thí sinh song ca cùng)                 | Bài hát dự thi 2 (Sáng tác) (Thí sinh song ca cùng)             | Kết quả   |
| ------ | ---------- | ------------------------------------------------------------------- | --------------------------------------------------------------- | --------- |
| 1      | Minh Quân  | Rồi mai (Thanh Tâm) (Bích Ngọc)                                     | Can't take my eyes off you (Bob Crewe, Bob Gaudio) (Hà Nhi)     | Cao nhì   |
| 2      | Bích Ngọc  | Rồi mai (Thanh Tâm) (Minh Quân)                                     | Where did we go wrong (Thanh Bùi & Hoàng Huy Long) (Trọng Hiếu) | Nguy hiểm |
| 3      | Trọng Hiếu | Giọt buồn để lại (Lời: Dũng Hà. Nhạc: Dương Khắc Linh) (Hà Nhi)     | Where did we go wrong (Thanh Bùi & Hoàng Huy Long) (Bích Ngọc)  | Cao nhất  |
| 4      | Hà Nhi     | Giọt buồn để lại (Lời: Dũng Hà. Nhạc: Dương Khắc Linh) (Trọng Hiếu) | Can't take my eyes off you (Bob Crewe, Bob Gaudio) (Minh Quân)  | Bị loại   |

- Tiết mục khách mời:

| Thứ tự | Khách mời            | Bài hát (Sáng tác)  |
| ------ | -------------------- | ------------------- |
| 1      | Phương Thảo, Ngọc Lễ | Xe đạp ơi (Ngọc Lễ) |

- MV của Top 4: LK Tóc hát, Tóc ngắn, Tóc dài ơi, Tóc nâu môi trầm (Võ Thiện Thanh, Anh Quân, Sỹ Luân, Quốc Bảo)

#### Gala 7: Những ca khúc sáng tác mới
- Giám khảo chính: Thanh Bùi, Thu Minh, Nguyễn Quang Dũng
- Giám khảo khách mời: Mark Walton
- Chuyên gia huấn luyện Top 3: Mark Walton, Thu Minh, Thanh Bùi

Đêm thi và công bố kết quả (19/07/2015)
| Thứ tự | Thí sinh   | Bài hát sáng tác mới (Sáng tác) | Bài hát do BGK chỉ định (Sáng tác)             | Kết quả  |
| ------ | ---------- | ------------------------------- | ---------------------------------------------- | -------- |
| 1      | Bích Ngọc  | Tìm nhau (Vũ Cát Tường)         | One night only (Tom Eyen, Henry Krieger)       | Cao nhì  |
| 2      | Minh Quân  | Giữa mùa đông (Phạm Hải Âu)     | You raise me up (Brendan Graham, Rolf Lovland) | Bị loại  |
| 3      | Trọng Hiếu | Con đường tôi (Khắc Hưng)       | The way you make me feel (Michael Jackson)     | Cao nhất |

#### Gala 8: Chung kết
- Giám khảo chính: Thanh Bùi, Thu Minh, Nguyễn Quang Dũng
- Giám khảo khách mời: NSƯT Thanh Lam
- Chuyên gia huấn luyện Top 2: NSƯT Thanh Lam, Huy Tuấn

##### Đêm thi(26/07/2015)
| Thứ tự | Thí sinh   | Bài hát được Giám đốc âm nhạc chỉ định (Sáng tác) | Bài hát tự chọn (Sáng tác)       | Tỉ lệ bình chọn đêm chung kết |
| ------ | ---------- | ------------------------------------------------- | -------------------------------- | ----------------------------- |
| 1      | Bích Ngọc  | Đã hơn một lần (Tăng Nhật Tuệ)                    | Bay (Nguyễn Hải Phong)           | 44%                           |
| 2      | Trọng Hiếu | Rời (Vũ Ngọc Bích)                                | You are not alone (Robert Kelly) | 56%                           |

##### Đêm trình diễn và công bố kết quả(02/08/2015)
- Giám khảo: Thanh Bùi, Thu Minh, Nguyễn Quang Dũng, Huy Tuấn
- Tiết mục biểu diễn của thí sinh và khách mời:

| Thứ tự | Thí sinh, khách mời                                | Bài hát (Sáng tác) |
| ------ | -------------------------------------------------- | --- |
| 1      | Top 8 thí sinh Vietnam Idol 2015                   | Crush on you-Beautiful (Châu Đăng Khoa-Young Uno) |
| 2      | Bích Ngọc, Trọng Hiếu                              | Shine your light-Stronger (Rhymastic-Jorgen Elofsson, David Gamson, Greg Kurstin, All Tamposl)                                                                                       |
| 3      | Thu Minh, Minh Quân, Hà Nhi, Vân Quỳnh, Nguyễn Duy | Cứ thế mà đi (Thanh Bùi) |
| 4      | Thu Minh                                           | Đừng yêu (Trang Pháp) |
| 5      | Bích Ngọc                                          | One night only (Tom Eyen, Henry Krieger) |
| 6      | Trọng Hiếu                                         | Uptown Funk (Jeff Bhasker, Philip Lawrence, Bruno Mars, Mark Ronson, Nicholas Williams, Devon Gallaspy, Lonnie Simmons, Ronnie Wilson, Charles Wilson, Robert Wison, Rudolph Taylor) |
| 7      | Uyên Linh                                          | Có đôi khi (Trần Nhật Hà) |
| 8      | Thanh Bùi, Trọng Hiếu, Bích Ngọc                   | Man in the mirror (Sledah Garrett, Glen Ballard) |

- Công bố kết quả:

| Thứ tự | Thí sinh   | Tỉ lệ (%) | Kết quả     |
| ------ | ---------- | --------- | ----------- |
| 1      | Bích Ngọc  | 28,5%     | Á quân      |
| 2      | Trọng Hiếu | 71,5%     | Nhà vô địch |

- Bài hát chiến thắng:

| Thí sinh trình bày | Bài hát       | Sáng tác  |
| ------------------ | ------------- | --------- |
| Nguyễn Trọng Hiếu  | Con đường tôi | Khắc Hưng |

## Thứ tự bị loại
| Nguyễn Trọng Hiếu      | Cao nhất  | Cao nhất  | An toàn   | Cao nhất  | An toàn   | Cao nhất  | Cao nhất | 56% | 71,5% |  |  |  |  |  |  |
| Nguyễn Bích Ngọc       | An toàn   | An toàn   | Cao nhất  | Cao nhì   | Cao nhì   | Nguy hiểm | Cao nhì  | 44% | 28,5% |  |  |  |  |  |  |
| Bùi Minh Quân          | An toàn   | Nguy hiểm | An toàn   | Nguy hiểm | Cao nhất  | Cao nhì   | Loại     |     |       |  |  |  |  |  |  |
| Trần Hà Nhi            | Nguy hiểm | Được cứu  | An toàn   | An toàn   | Nguy hiểm | Loại      |          |     |       |  |  |  |  |  |  |
| Trần Thúy Vân Quỳnh    | An toàn   | An toàn   | Nguy hiểm | An toàn   | Loại      |           |          |     |       |  |  |  |  |  |  |
| Phạm Nguyễn Duy        | Nguy hiểm | Nguy hiểm | Cao nhì   | Loại      |           |           |          |     |       |  |  |  |  |  |  |
| Nguyễn Ngọc Việt       | Cao nhì   | Cao nhì   | Loại      |           |           |           |          |     |       |  |  |  |  |  |  |
| Nguyễn Ngọc Khánh Tiên | Loại      |           |           |           |           |           |          |     |       |  |  |  |  |  |  |

|  |